# X-Men '97
X-Men '97 è una serie animata statunitense prodotta da Marvel Animation, e basata sugli eroi dei fumetti Marvel Comics. La serie è il revival della serie animata del 1992 Insuperabili X-Men.
La prima stagione ha debuttato su Disney+ il 20 marzo 2024. Anche una seconda stagione è stata annunciata, la terza è in fase di scrittura.

## Trama
Dopo il finale della serie animata Insuperabili X-Men che ha portato la scomparsa del professor Charles Xavier dal mondo, gli X-Men si preparano ad affrontare nuove incredibili minacce.

## Episodi
| n° | Titolo originale                 | Titolo italiano                      | Pubblicazione  |
| -- | -------------------------------- | ------------------------------------ | -------------- |
| 1  | To Me, My X-Men                  | A me, miei X-Men                     | 20 marzo 2024  |
| 2  | Mutant Liberation Begins         | La liberazione mutante ha inizio     | 20 marzo 2024  |
| 3  | Fire Made Flesh                  | Fuoco diventa carne                  | 27 marzo 2024  |
| 4  | Motendo / Lifedeath - Part 1     | Motendo / Vitamorte - Parte 1        | 3 aprile 2024  |
| 5  | Remember It                      | Ricordalo                            | 10 aprile 2024 |
| 6  | Lifedeath - Part 2               | Vitamorte - Parte 2                  | 17 aprile 2024 |
| 7  | Bright Eyes                      | Occhi luminosi                       | 24 aprile 2024 |
| 8  | Tolerance Is Extinction - Part 1 | La tolleranza è estinzione - Parte 1 | 1º maggio 2024 |
| 9  | Tolerance Is Extinction - Part 2 | La tolleranza è estinzione - Parte 2 | 8 maggio 2024  |
| 10 | Tolerance Is Extinction - Part 3 | La tolleranza è estinzione - Parte 3 | 15 maggio 2024 |

## Personaggi e doppiatori
- Logan / Wolverine, doppiato in originale da Cal Dodd e in italiano da Ruggero Andreozzi.
- Scott Summers / Ciclope, doppiato in originale da Ray Chase e in italiano da Francesco Fabbri.
- Ororo Munroe / Tempesta, doppiata in originale da Alison Sealy-Smith e in italiano da Eleonora De Angelis.
- Jean Grey / Madelyne Pryor, doppiate in originale da Jennifer Hale e in italiano da Eleonora Reti.
- Hank McCoy / Bestia, doppiato in originale da George Buza e in italiano da Gabriele Sabatini.
- Anna-Marie Raven / Rogue, doppiata in originale da Lenore Zann e in italiano da Emanuela D'Amico.
- Remy LeBeau / Gambit, doppiato in originale da A.J. Lo Cascio e in italiano da Enrico Chirico.
- Jubilation Lee / Jubilee, doppiata in originale da Holly Chou e in italiano da Perla Liberatori.
- Lucas Bishop / Alfiere, doppiato in originale da Isaac Robinson-Smith e in italiano da Alessandro Ballico.
- Morph, doppiato in originale da J.P. Carliak e in italiano da Giorgio Paoni.
- Charles Xavier / Professor X, doppiato in originale da Ross Marquand e in italiano da Fabrizio Russotto.
- Erik Lehnsherr / Magneto, doppiato in originale da Matthew Waterston e in italiano da Stefano Alessandroni.
- Kurt Wagner / Nightcrawler, doppiato in originale da Adrian Hough e in italiano da Carlo Petruccetti.
- Nathan Cristopher Charles Summers / Cable, doppiato in originale da Chris Potter e in italiano da Gaetano Lizzio.
- Roberto Da Costa / Sunspot, doppiato in originale da Gui Agustini e in italiano da Ezzedine Ben Nekissa.
- Forge, doppiato in originale da Gil Birmingham e in italiano da Achille D'Aniello.
- Nathaniel Essex / Mister Sinistro, doppiato in originale da Christopher Britton e in italiano da Ezio Conenna.
- Bastion, doppiato in originale da Theo James e in italiano da Stefano Crescentini.
- Sebastian Shaw, doppiato in originale da Travis Willingham e in italiano da Gianpaolo Caprino.

## Promozione
Il primo teaser trailer è stato reso pubblico il 15 febbraio 2024.

## Distribuzione
La prima stagione ha debuttato con i primi due episodi su Disney+ il 20 marzo 2024, e si è conclusa il 15 maggio 2024.

## Accoglienza
La serie è stata accolta molto positivamente dalla critica. Sul sito Rotten Tomatoes la serie ha il 99% delle recensioni positive. Sul sito Metacritic invece la serie possiede il plauso universale da parte della critica con un voto di 82 su 100.

## Riconoscimenti
- 2024 - Premio Emmy[4]
  - Candidatura per miglior serie animata

- 2024 - TCA Award[5]
  - Candidatura per miglior nuova serie
  - Candidatura per miglior serie per famiglie